# SOS (chanson de Lorie)
Pour les articles homonymes, voir SOS (homonymie).
Singles de Lorie
Rester la même
(2005) Parti pour zouker
(2006)
SOS est une chanson de la chanteuse française Lorie extraite de son quatrième album studio, intitulé Rester la même. Second single de l'album, il est sorti le 27 février 2006 et a été écoulé à plus de 65 000 exemplaires.

## Réception
Le single distribué par Sony BMG Music n'a pas été certifié par le SNEP. Les ventes sont estimées à plus de 65 000 copies.

## Liste des pistes
- CD single

1. SOS (version reggaeton) – 3:42
2. SOS (version album) – 5:22
3. SOS (version instrumentale) – 3:38

On trouve ce titre dans les disques et DVD suivants :
- Rester la même (album)
- Live Tour 2006 (album et DVD)

## Classement hebdomadaire
| Pays          | Meilleure position | Nombre de semaines |
| ------------- | ------------------ | ------------------ |
| France        | 13                 | 16                 |
| Belgique (WA) | 24                 | 4                  |
| Suisse        | 84                 | 4                  |